# Паново (Усть-Ишимский район)
Пано́во — село в Усть-Ишимском районе Омской области. Административный центр Пановского сельского поселения.

## История
В 1926 году село состояло из 86 хозяйств, основное население — русские. В административном отношении являлось центром Пановского сельсовета Усть-Ишимского района Тарского округа Сибирского края.

## Население
| 1926 | 2010 |
| ---- | ---- |
| 411  | ↘283 |

## Улицы
- ул. Береговая,
- ул. Молодёжная,
- ул. Оноприенко,
- ул. Центральная,
- ул. Школьная.